# Khướu mỏ dẹt đuôi ngắn
Khướu mỏ dẹt đuôi ngắn hay khướu mỏ dẹt lưng đen (danh pháp khoa học: Neosuthora davidiana) là một loài chim trong họ Paradoxornithidae hoặc xếp trong phân họ Paradoxornithinae của họ Sylviidae.

## Phân loài
- N. d. davidiana (Slater, 1897): Đông nam Trung Quốc (nam Chiết Giang, bắc Phúc Kiến).
- N. d. tonkinensis (Delacour, 1927): Đông Bắc Bộ và bắc Trung Bộ Việt Nam, đông bắc Lào. Các quần thể ở nam Hồ Nam và bắc Quảng Đông có thể thuộc về phân loài này.
- N. d. thompsoni (Bingham, 1903): Đông Myanmar, tây bắc Lào, phần đông nam của miền tây bắc và miền đông bắc Thái Lan, tây bắc Việt Nam.